# Chiesa di Santa Maria Assunta (San Piero Patti)
La chiesa di Santa Maria Assunta in San Piero Patti sorge in una delle piazze principali al centro della cittadina, piazza Gorgone. La fondazione risale al Cinquecento e nel corso dei secoli parecchi restauri e aggiunte hanno ne hanno arricchito l'ambiente interno e l'architettura esterna. È considerata una delle chiese principali della Diocesi per la sua classificazione storico-artistica

## Descrizione
La piazza su cui sorge la chiesa non è di grandi dimensioni e ancora più piccola doveva essere quando l'edificio fu costruito, considerati i lavori di ampliamento da cui è stata interessata.
Alla chiesa, sopraelevata rispetto al piano stradale, si accede tramite un'imponente scalinata a forbice in pietra, arricchita da un'artistica ringhiera e da un grande cancello in ghisa che portano la data del 1877 e la firma delle fonderie Archimede (Messina).
Il portale esterno, costruito in pietra, reca la data del 1581. Tre statue di Maria SS. Assunta, san Pietro e san Biagio sono collocate nella tre nicchie superiori, mentre altre quattro statue, raffiguranti san Luigi, santa Lucia, san Sebastiano e santa Maria Goretti sono poste ai lati della porta, due nicchie per ciascun lato.
Il campanile, alto quasi trenta metri, è indipendente dal resto dell'edificio. Vi si accede tramite un ponte collocato sopra un arco a tutto sesto, porta dell'antica strada che un tempo conduceva al castello baronale. Il campanile è dotato di orologio. Al centro è possibile ammirare un finestrone in stile barocco. La sera del 15 dicembre di ogni anno, la tradizione vuole che le campane di questa e di tutte le altre chiese della cittadina siano suonate a mano per quindici minuti a partire dalle ore 21.00, per annunciare l'inizio della novena natalizia.

## Interno

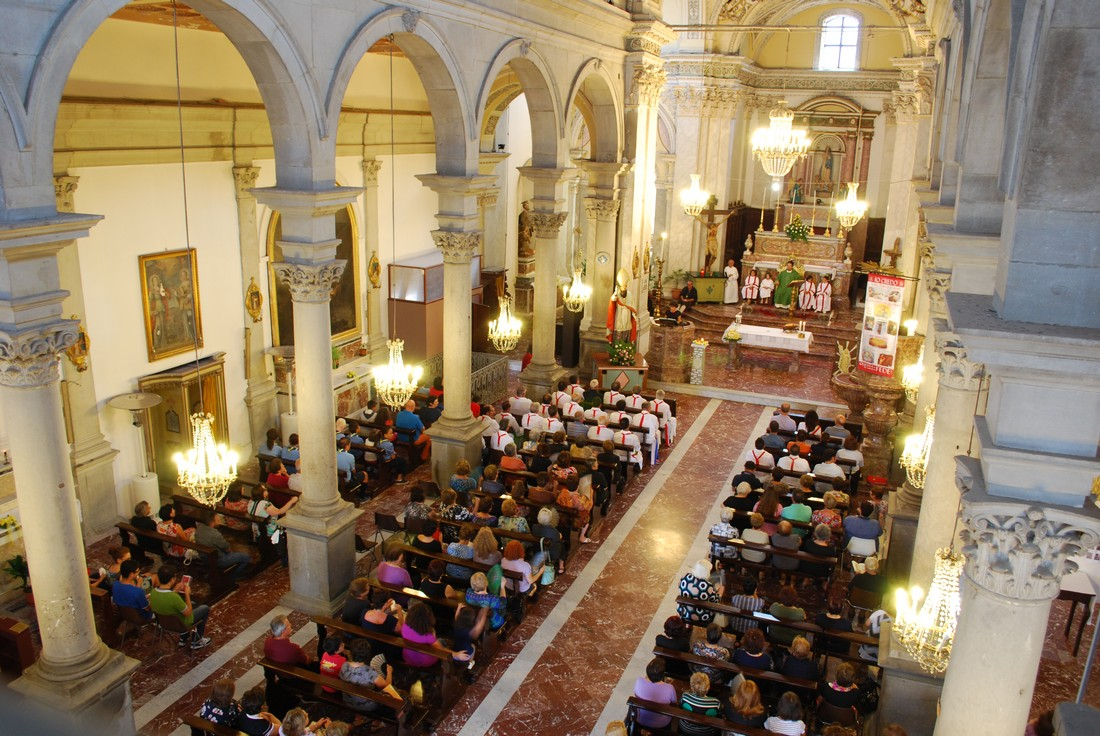

L'edificio ha una pianta basilicale a tre navate, separate da quattordici colonne monolitiche archivoltate. L'architettura è rinascimentale.
L'altare maggiore, finemente lavorato in marmo policromo locale, è del 1809. Dietro l'altare è possibile ammirare il coro estivo. In una nicchia collocata in alto, si trova la figura della Madonna Assunta, alla quale è dedicata la chiesa. La statua è del 1951, copia di un quadro di Murillo e ha sostituito un precedente simulacro ligneo.
A sinistra dell'altare è collocato un settecentesco crocifisso ligneo, portato in processione il Venerdì santo.
La cupola che sormonta l'altare è decorata minuziosamente con stucchi ottocenteschi, opera di Aidala da Bronte.
Il soffitto della navata centrale è a cassettoni in legno di cipresso. Sono a forma di tronco di piramide dal perimetro ottagonale e recano al centro un fiore stilizzato. Al centro del soffitto, è possibile ammirare, all'interno di una ricca cornice lignea, una statua della Madonna Assunta, ricoperta in oro, nell'atto di essere incoronata da due angeli. Nelle navate laterali, due soffitti uguali costruiti nel secolo scorso riprendono il disegno dei cassettoni della navata centrale.
In fondo alla navata sinistra troviamo l'altare del Santissimo Sacramento, in marmo policromo (1800) e l'altare di San Giuseppe, con un gruppo ligneo del 1600.
Da una scaletta situata nella navata sinistra presso l'ingresso laterale, è possibile accedere a una cripta con gocciolatoio, dove anticamente avveniva il processo di imbalsamazione delle salme. L'ingresso è perimetrato da una ringhiera, parte di un'artistica cancellata più grande che in passato serviva a delimitare il presbiterio.
Il pulpito della chiesa, del 1855, è in marmo rosso locale.
In fondo alla navata destra troviamo l'altare di San Biagio, compatrono di San Piero Patti. La nicchia è foderata con pannelli lignei decorati con motivi floreali. La statua del santo, in marmo, è di scuola gaginiana. Nella chiesa è conservata un'altra statua lignea di san Biagio, scolpita a Palermo a metà dell'Ottocento, restaurata nel 2013 e impiegata nella processione durante la festa di ottobre celebrata in onore del santo.
Altre opere da notare sono:

### Navata destra
Un crocifisso nero di scuola siciliana, risalente agli inizi del 1400, collocato in un altare a lato di quello di San Biagio. L'altare è in marmo policromo locale ad intagli. Sullo stesso altare è posta Maria SS. Addolorata, statua che viene impiegata durante la processione delle varette del Venerdì santo.
Un altare dedicato a Maria SS. del Tindari, che riporta tracce di affreschi del 1658.

### Navata sinistra
Un quadro di san Michele arcangelo, di grandi dimensioni.
La statua di Maria SS. della Catena, patrona di San Piero Patti, proveniente dalla chiesa madre. È in legno e cartapesta, frutto di un laborioso assemblaggio di pezzi e risalente al seicento nelle parti più antiche. È stata restaurata nel 2013 insieme alla statua di san Biagio.
Un quadro che rappresenta la Consegna delle chiavi a san Pietro, del XVII secolo della scuola del Novelli, opera di Antonio di Bari, proveniente dalla chiesa madre.
Un quadro di sant'Agata e santa Lucia, proveniente dalla chiesa madre.
L'organo della chiesa, situato sulla cantoria alla quale si accede tramite una stretta scala a chiocciola in pietra. Risale al 1781 ed è opera di Annibale Lo Bianco da Galati Mamertino. Le canne sono in lega di stagno. È considerato uno migliori organi del genere esistenti in Sicilia.